# Campeonato Profesional 1948
Il Campeonato Profesional 1948 fu la 1ª edizione della massima serie del campionato colombiano di calcio, e fu vinta dal Santa Fe.

## Avvenimenti
L'istituzione della Federazione calcistica colombiana risale al 1924; nel corso della sua storia tale associazione fallì più volte nell'organizzare un campionato nazionale, riuscendoci infine nel 1948. Al torneo vennero iscritte 10 squadre (che dovettero pagare una quota di 1 000 pesos), così ripartite: 1 da Barranquilla; 2 da Bogotà; 2 da Cali; 2 da Manizales; 2 da Medellín; 1 da Pereira. Vennero registrati 252 giocatori; di questi, a scendere in campo furono 222, così ripartiti: 182 colombiani; 13 argentini; 8 peruviani; 5 uruguaiani; 2 cileni; 2 ecuadoriani; 1 dominicano; 1 spagnolo. Il torneo ebbe inizio il 15 agosto, e il primo incontro si giocò all'Hipódromo San Fernando di Itagüí tra Atlético Municipal e Universidad Nacional, alle 11 di mattina. L'arbitro dell'incontro fu Elías Coll (padre del futuro giocatore Marcos Coll), e a segnare il primo gol fu Rafael Serna, dell'Atlético Municipal, che realizzò un calcio di rigore al 15º minuto del primo tempo.

## Partecipanti

### Profili
| Club                    | Rosa     | Città        | Stadio                            |
| ----------------------- | -------- | ------------ | --------------------------------- |
| América de Cali         | dettagli | Cali         | Estadio Olímpico Pascual Guerrero |
| Atlético Junior         | dettagli | Barranquilla | Estadio Romelio Martínez          |
| Atlético Municipal      | dettagli | Medellín     | Estadio San Fernando              |
| Deportes Caldas         | dettagli | Manizales    | Estadio Palogrande                |
| Deportivo Cali          | dettagli | Cali         | Estadio Olímpico Pascual Guerrero |
| Independiente Medellín  | dettagli | Medellín     | Estadio San Fernando              |
| Millonarios             | dettagli | Bogotà       | Estadio Nemesio Camacho           |
| Once Deportivo          | dettagli | Manizales    | Estadio Palogrande                |
| Santa Fe                | dettagli | Santa Fe     | Estadio Alfonso López             |
| U. Nacional de Colombia | dettagli | Bogotà       | Estadio Libaré, Pereira           |

### Allenatori
| Squadra                | Allenatore                                         |
| ---------------------- | -------------------------------------------------- |
| América                | Fernando Paternoster (1ª-5ª) Donaldo Ross (6ª-18ª) |
| Atlético Municipal     | Rafael Serna (1ª-?ª) Fernando Paternoster (?ª-18ª) |
| Deportes Caldas        | Francisco Ibáñez Alfredo Cuezzo (?ª-18ª)           |
| Deportivo Cali         | Emilio Reuben                                      |
| Independiente Medellín | José Cevasco (1ª-?ª) Alfonso Serna (?ª-18ª)        |
| Junior                 | Roberto Meléndez                                   |
| Millonarios            | Juan Olivera Carlos Valderrama (?-18ª)             |
| Once Deportivo         | Abel Dupla                                         |
| Santa Fe               | Carlos Carrillo                                    |
| Universidad Nacional   | Manuel Usano                                       |

## Classifica finale
|                     | Pos. | Squadra                 | Pt | G  | V  | N | P  | GF | GS | DR  |
| ------------------- | ---- | ----------------------- | -- | -- | -- | - | -- | -- | -- | --- |
| Colombia (bandiera) | 1.   | Santa Fe                | 27 | 18 | 12 | 3 | 3  | 57 | 29 | +28 |
|                     | 2.   | Atlético Junior         | 23 | 18 | 11 | 1 | 6  | 48 | 35 | +13 |
|                     | 3.   | Deportes Caldas         | 20 | 18 | 8  | 4 | 6  | 45 | 40 | +5  |
|                     | 4.   | Millonarios             | 19 | 18 | 9  | 1 | 8  | 58 | 45 | +13 |
|                     | 5.   | América de Cali         | 18 | 18 | 8  | 2 | 8  | 40 | 31 | +9  |
|                     | 6.   | Atlético Municipal      | 18 | 18 | 7  | 4 | 7  | 29 | 36 | -7  |
|                     | 7.   | Independiente Medellín  | 17 | 18 | 7  | 3 | 8  | 37 | 49 | -12 |
|                     | 8.   | Deportivo Cali          | 16 | 18 | 6  | 4 | 8  | 35 | 41 | -6  |
|                     | 9.   | Once Deportivo          | 14 | 18 | 5  | 4 | 9  | 32 | 50 | -18 |
|                     | 10.  | U. Nacional de Colombia | 8  | 18 | 3  | 2 | 13 | 28 | 53 | -25 |

Legenda:
         Campione di Colombia 1948
Note:
Due punti a vittoria, uno a pareggio, zero a sconfitta.

## Risultati

### Tabellone
|                      | AME  | CAL  | DCA  | JUN  | DIM  | MIL  | MUN  | ONC  | SFE  | UNI  |
| -------------------- | ---- | ---- | ---- | ---- | ---- | ---- | ---- | ---- | ---- | ---- |
| América              | –––– | 1-0  | 5-1  | 3-0  | 4-0  | 4-0  | 3-0  | 2-2  | 1-2  | 2-1  |
| Deportivo Cali       | 4-3  | –––– | 2-2  | 2-4  | 1-1  | 2-4  | 4-1  | 2-2  | 1-0  | 2-5  |
| Deportes Caldas      | 1-3  | 2-3  | –––– | 3-1  | 4-1  | 3-0  | 3-1  | 3-2  | 1-1  | 5-2  |
| Junior               | 4-2  | 2-0  | 1-0  | –––– | 8-3  | 5-2  | 1-0  | 6-0  | 2-4  | 4-0  |
| Ind. Medellín        | 1-1  | 0-1  | 1-3  | 3-2  | –––– | 3-7  | 2-1  | 5-2  | 2-0  | 5-0  |
| Millonarios          | 2-0  | 3-2  | 7-4  | 6-1  | 5-2  | –––– | 3-4  | 6-0  | 1-2  | 4-1  |
| Atl. Municipal       | 3-2  | 4-3  | 3-1  | 1-1  | 0-3  | 2-2  | –––– | 1-0  | 2-1  | 2-0  |
| Once Deportivo       | 2-1  | 3-1  | 3-5  | 0-2  | 3-3  | 2-1  | 2-2  | –––– | 2-5  | 3-1  |
| Santa Fe             | 5-1  | 3-3  | 2-2  | 4-1  | 6-0  | 5-3  | 5-2  | 2-1  | –––– | 6-3  |
| Universidad Nacional | 3-2  | 1-2  | 2-2  | 2-3  | 1-2  | 3-2  | 0-0  | 2-3  | 1-4  | –––– |

## Statistiche

### Primati stagionali
Record
- Maggior numero di vittorie: Santa Fe (12)
- Minor numero di sconfitte: Santa Fe (3)
- Miglior attacco: Millonarios (58 reti fatte)
- Miglior difesa: Santa Fe (29 reti subite)
- Miglior differenza reti: Santa Fe (+28)
- Maggior numero di pareggi: Atlético Municipal, Deportes Caldas, Deportivo Cali, Once Deportivo (4)
- Minor numero di vittorie: Universidad Nacional (3)
- Maggior numero di sconfitte: Universidad Nacional (13)
- Peggiore attacco: Universidad Nacional (28 reti fatte)
- Peggior difesa: Universidad Nacional (53 reti subite)
- Peggior differenza reti: Universidad Nacional (-25)
- Partita con più reti: Junior-Independiente Medellín 8-3;  Millonarios-Deportes Caldas 7-4

### Classifica marcatori
| Gol |  |  | Giocatore        | Squadra                 |
| --- |  |  | ---------------- | ----------------------- |
| 31  |  |  | Alfredo Castillo | Millonarios             |
| 20  |  |  | Jesús Lirez      | Santa Fe                |
| 18  |  |  | Germán Antón     | Santa Fe                |
| 14  |  |  | Pedro Cabillón   | Millonarios             |
| 14  |  |  | Jaime Cardona    | Deportes Caldas         |
| 11  |  |  | Rigoberto García | Atlético Junior         |
| 11  |  |  | Carlos Arango    | Deportes Caldas         |
| 10  |  |  | Ricardo López    | U. Nacional de Colombia |
| 9   |  |  | Ricardo Ruiz     | Deportivo Cali          |
| 8   |  |  | Octavio Carrillo | Atlético Junior         |